# Féas
Féas è un comune francese di 460 abitanti situato nel dipartimento dei Pirenei Atlantici nella regione della Nuova Aquitania.

## Geografia fisica
Il territorio comunale è attraversato dal fiume Vert, affluente della gave d'Oloron, e da alcuni suoi affluenti.

### Comuni limitrofi
- Esquiule a nord
- Oloron-Sainte-Marie ad est
- Ance a sud.

## Società

### Evoluzione demografica
Abitanti censiti